# Годвин од Весекса
Годвин од Весекса (1001 − 15. април 1053) је био гроф Весекса и један од најмоћнијих енглеских великаша из периода Кнута Великог и његових наследника.

## Детињство и младост
Годвин је вероватно био син Вулфнота Силда, тегна Сасекса. Његово порекло не непознато. Вулфнот је 1009. године оптужен из непознатих разлога од стране енглеског краља Етелреда Неспремног те је са флотом од 20 бродова морао да бежи. Бродови који су га гонили уништени су у олуји. Годвин је вероватно био присталица најстаријег Етелредовог сина, Етелстана, који је умро 1014. године. Етелстан је Годвину оставио део земље у Комптону у Сасексу. Некада је ова земља припадала Годвиновом оцу

## Успон
Успон Годвина почиње у време владавине Кнута Великог, данско-енглеско-норвешког краља. Он на власт долази 1016. године. До 1018. године Годвин је био гроф, вероватно источног Весекса, а затим, око 1020. године целог Весекса. Између 1019. и 1023. године пратио је Кнута Великог у походу на Данску. Убрзо након тога, Годвин се оженио Гитом, сестром данског грофа Улфа
Након Кнутове смрти (12. новембар 1035), његово краљевство подељено је између три зараћене стране. Харолд Брзоноги, Кнутов ванбрачни син са Елфгифом од Нортхемптона, заузео је Енглеску. Хартакнут, Кнутов легитимни син са Емом од Нормандије, владао је у Данској. Норвешка се побунила под вођством Магнуса Доброг. Годвин је најпре био противник енглеског краља Харолда и предводио је опозицију. Владао је областима јужно од Темзе, заједно са Емом од Нормандије. Међутим, пошто је већина енглеских великаша била на Харолдовој страни, он се на крају придружио већини и пружио подршку новом краљу. Млађи Емин и Кнутов син, Алфред Етелинг, оспорио је Харолдово право на престо. Годвин га је заробио и ослепео. Алфред је убрзо умро.
Марта 1040. године Харолд је умро. Хартакнут и његова мајка допловили су у Енглеску 17. јуна 1040. године са флотом од само 62 брода. Годвин је био саучесник у Харолдовом злочину. Ема га је оптужила, али је на суду ослобођен јер је нашао сведоке да је поступао по Харолдовом наређењу. Хартакнуту је поклонио богато украшен брод. Хартакнут умире 1042. године. Годвин је подржао долазак на власт Едварда Исповедника, последњег преживелог сина Етелреда Неспремног. Едвард је већину свог живота провео на двору у Нормандији. Његов долазак на власт обновио је владавину династије Весекс у Енглеској.

## Каснији сукоби, пад и смрт
Годвин се побринуо да се Едвард Исповедник ожени његовом ћерком Едитом од Весекса (1045). Међутим, Едвард је у Енглеској фаворизовао норманске племиће које је постављао за саветнике, врховне свештенике и грофове. Поред тога, између Едварда и Годвина постојало је непријатељство јер је неколико година раније Годвин убио Алфреда, Едвардовог полубрата. Годвин убрзо стаје на чело опозиције новом краљу. Након сукоба између Еустација II од Булоња и становника Довера, Едвардов зет Годвин наредио је да се становници Довера казне. Међутим, Годвин од Весекса одбио је да изврши наређење. Одлучио је да се супротстави краљу и грофу Булоња. Едвард је на својој страни имао Сиварда, грофа Нортамбрије и Леофрика, грофа Мерсије. Годвин и његови синови протерани су из Енглеске септембра 1051. године. Међутим, следеће године су се вратили са војском. Она је добила подршку морнарице и сељака. Едвард је принуђен да Годвину врати грофовију.
Дана 15. априла 1053. године Годвин је изненада умро, након прославе у Винчестеру. Постоје тврдње да се удавио комадом хлеба док је негирао било какву нелојалност краљу. Међутим, то је вероватно каснија норманска пропаганда. Савремена истраживања показују да је вероватно умро од можданог удара.
Наследио га је син Харолд. Грофовија Весекс тада је обухватала приближно трећину јужне Енглеске. Након смртиСиварда и Елфгара, Годвинова деца контролисала су читав југ Енглеске. Харолд је касније наследио Едварда Исповедника и био енглески краљ до 1066. године када га је Вилијам, војвода Нормандије, поразио у бици код Хејстингса и преузео круну.

## Деца
- Свен Годвинсон, гроф Херефордшира (око 1021 - 29. септембар 1052)
- Харолд II Енглески (око 1022 - 14. октобар 1066)
- Тостиг Годвинсон, гроф Нортамбрије (око 1026 - 25. септембар 1066)
- Едита од Весекса, жена Едварда Исповедника (око 1026 - 18. децембар 1075)
- Гирт Годвинсон, гроф Источне Англије (око 1032 - 14. октобар 1066)
- Леофвин Годвинсон, гроф Кента (око 1035 - 14. октобар 1066)
- Вулфнот Годвинсон (око 1040 - након 1087)
- Алфгар, могуће монах Ремса
- Едгива
- Елгива (умрла око 1066)
- Гунхилда (умрла 24. августа 1087)[6]